# 夕拉科加隕石
夕拉科加隕石於1954年11月30日2:46pm (18:46 U.T) 墜落於美國阿拉巴馬州鄰近夕拉科加，雖然官方名稱是夕拉科加隕石，但它經常被稱為霍奇斯隕石，因為它的碎片擊中安·伊莉莎白·霍奇斯 (1923–1972)。
夕拉科加隕石是第一顆來自地球之外而有傷人紀錄的物件。這顆葡萄柚大小的碎片轟隆一聲撞壞她在阿拉巴馬州橡樹嶺農莊的屋頂，擊中收音機的木製落地支架，彈跳到她躺臥的沙發並且擊傷她。這位31歲婦人身體的一側受到嚴重的壓傷，但還能走路。此一事件直接傳遍了世界各地。
夕拉科加隕石不是唯一傷到人的天外物體。在1992年，一個非常小的碎片 (3公克)，姆巴萊隕石，打到一位烏干達的少年，但是它的衝力被一棵樹減緩了，沒有造成任何的傷害。

## 火球
這顆流星在飛快的穿過地球大氣層時形成一顆火球，即使在午後不久也在三個州的上空被看見。

## 後續事件
美國空軍派了一架直升機帶走了這顆隕石。尤金.霍奇斯，這位婦人的丈夫，雇請律師討回了這顆隕石。霍奇斯的惡霸房東，柏蒂這傢伙，聲稱要賣掉這顆隕石來賠償他的家具。這顆隕石回到霍奇斯的手中時，喊價到5,000美元，但一年之後，公眾的關注降低了，他們沒有找到願意付出這個價格的買家。
安.霍奇斯因為隕石的所有權受到公眾的關注和壓力而感到不自在，因此違反她丈夫的意願，將隕石捐贈給阿拉巴馬州自然歷史博物館。

## 碎片
夕拉科加隕石在穿過大氣層時，至少碎成三塊：
1. 霍奇斯碎片 (3.86 公斤 - 33°11′18.1″N 86°17′40.2″W / 33.188361°N 86.294500°W) 擊中安.伊莉莎白.霍奇斯。
2. 麥金尼碎片 (1.68 公斤 - 33°13′08.4″N 86°17′20.7″W / 33.219000°N 86.289083°W)  在第二天才被發現。
3. 第三片碎片相信是擊中柴德斯堡的某處 (在橡樹嶺西北方數公里)。

## 分類
夕拉科加隕石被分類為H4群的球粒隕石。

## 軌道
這顆隕石來到地球朝向太陽的一側，所以它擊中我們的時候已經通過了近日點，正朝向遠離太陽的旅程而去。考慮軌道估算，最佳的母體是(1685) 托羅 。

## 註解
1. 1 2 3  Povenmire, H.  26. 1995-03-01. Bibcode:1995LPI....26.1133P.
2. 1 2  Meteoritical Bulletin Database: Sylacauga
3. ↑  . Dutch Meteor Society (DMS).   [2024-08-18]. （原始内容存档于2024-12-03）.
4. ↑  Swindel, George W.; Jones, Walter B. . Meteoritics. 1954-02, 1 (2). Bibcode:1954Metic...1..125S. ISSN 0026-1114. doi:10.1111/j.1945-5100.1954.tb01323.x （英语）.

## 外部連結和參考資料
- The Sylacauga, Talladega County, Alabama, Aerolite. （页面存档备份，存于） Swindel, G.W. & Jones, W.B. - Journal: Meteoritics, volume 1, number 2, page 125.
- University of Alabama News: 50th Anniversary of Hodges Meteorite （页面存档备份，存于）
- Alabama Museum of Natural History: Hodges Meteorite （页面存档备份，存于）
- The Birmingham News: A star really did fall on Alabama
- The Decatur Daily (on-line edition): A star fell on Sylacauga （页面存档备份，存于） November 30, 2006.